# Aage Haugland
Pour les articles homonymes, voir Haugland.
Aage Haugland (né le 1er février 1944 à Copenhague - mort le 23 décembre 2000 à Lillerød (en)) était un chanteur d'opéra (basse, quelquefois baryton-basse) danois d'origine norvégienne.

## Carrière
Il fit ses études à Copenhague et débuta à Oslo en 1968. Il fut au faîte de sa gloire dans les années 1980, où il était très demandé dans le répertoire allemand, russe, mais aussi italien, en raison de sa voix puissante et sensuelle et de sa grande présence scénique. Avec ses collègues finlandais Martti Talvela et Matti Salminen, Haugland était la basse scandinave la plus réputée de sa génération.

## Discographie
- Avec Reginald Goodall : Le Crépuscule des dieux (Hagen - version chantée en anglais)
- Avec Claudio Abbado : La Khovanchtchina (Ivan Khovanski), Wozzeck (le medecin)
- Avec Mstislav Rostropovitch : Lady Macbeth de Mtsensk (le policier)
- Avec Myung-Whun Chung : Lady Macbeth de Mtsensk (Boris Timofeïévitch)
- Avec Georg Solti : Moïse et Aron (le prêtre)
- Avec Armin Jordan : Parsifal (Klingsor)
- Avec Dmitri Kitayenko : Boris Godounov (Boris, Pimène, Varlaam)
- Avec Jerzy Semkow : Boris Godounov (Pimène)

## Filmographie
- Rôle de Klingsor dans Parsifal de Hans-Jürgen Syberberg (1982).